# د هاویلند آلباتروس
د هاویلند دی‌اچ. ۹۱ آلباتروس (به انگلیسی: de Havilland DH.91 Albatross) یک هواپیمای ترابری بریتانیایی چهار موتوره ساخت شرکت د هاویلند در دهه ۱۹۳۰ بود. در مجموع هفت فروند از این هواپیما بین سالهای ۱۹۳۸–۱۹۳۹ ساخته شد.

## کاربران
بریتانیا
- امپریال ایرویز که به عنوان شرکت بریتیش آورسیز ایرویز سازماندهی مجدد شد، هر هفت هواپیما را دریافت کرد.
- نیروی هوایی سلطنتی
  - اسکادران شماره ۲۷۱ نیروی هوایی سلطنتی دو فروند از این هواپیما را که از BOAC تحویل گرفته شده بود، در خدمت داشت.

## مشخصات فنی (دی‌اچ. ۹۱)
داده‌ها از , British Civil Aircraft since 1919
ویژگی‌های عمومی
- خدمه: چهار (خلبان، کمک خلبان، اپراتور رادیویی و مهماندار)
- ظرفیت: ۲۲–۳۰ مسافر
- طول: ۷۱ فوت ۷ اینچ (۲۱٫۸۳ متر)
- پهنای بال: ۱۰۵ فوت ۰ اینچ (۳۲٫۰۱ متر)
- ارتفاع: ۲۲ فوت ۳ اینچ (۶٫۷۸ متر)
- مساحت بال‌ها: ۱٬۰۷۷٫۹ فوت مربع (۱۰۰٫۱۴ متر مربع)
- ایرفویل: RAF-34 mod[۳]
- وزن خالی: ۲۱٬۳۰۰ پوند (۹٬۶۶۲ کیلوگرم)
- بیشترین وزن برخاست: ۲۹٬۵۰۰ پوند (۱۳٬۳۸۱ کیلوگرم)
- ظرفیت سوخت: ؛ * نسخه هواپیمای مسافربری ۴۴۰ گالون بریتانیایی (۵۲۸ گالون آمریکایی؛ ۲٬۰۰۰ لیتر) در دو تانک زیر شکم؛ * نسخه هواپیمای پستی ۱٬۳۲۰ گالون بریتانیایی (۱٬۵۸۵ گالون آمریکایی؛ ۶٬۰۰۱ لیتر) در چهار مخزن سوخت کابین اصلی
- پیشرانه: ۴ عدد موتور پیستونی دنده معکوس و سوپرشارژر هوا خنک V-12 de Havilland Gipsy Twelve, ۴۱۵ اسب بخار (۳۰۹ کیلووات)  در هر موتور در دور موتور ۲۴۵۰ دور در دقیقه در ۸٬۰۰۰ فوت (۲٬۴۰۰ متر) یا ۵۱۰ اسب بخار (۳۸۰ کیلووات) در دور موتور ۲٬۶۰۰ دور در دقیقه برای برخاست
- ملخ‌ها: دوملخه د هویلند سرعت ثابت

عملکرد
- حداکثر سرعت: ۲۲۵ مایل بر ساعت (۳۶۲ کیلومتر بر ساعت، ۱۹۶ گره)
- سرعت کروز: ۲۱۰ مایل بر ساعت (۳۴۰ کیلومتر بر ساعت، ۱۸۰ گره) با ۷۷٪ توان در ۱۱٬۰۰۰ فوت (۳٬۴۰۰ متر)

۱۹۳٫۵ مایل بر ساعت (۳۱۱٫۴ کیلومتر بر ساعت) با ۶۵٪ توان در ۱۱٬۰۰۰ فوت (۳٬۴۰۰ متر)
۲۰۰ مایل بر ساعت (۳۲۰ کیلومتر بر ساعت) با ۶۵٪ توان در ۱۵٬۰۰۰ فوت (۴٬۶۰۰ متر)
- بُرد: ۱٬۰۷۰ مایل (۱٬۷۲۰ کیلومتر، ۹۳۰ مایل دریایی)
- حداکثر ارتفاع: ۱۸٬۷۰۰ فوت (۵٬۷۰۰ متر) * سقف پرواز مطلق: ۲۰٬۵۰۰ فوت (۶٬۲۰۰ متر)
- نرخ صعود: ۱٬۰۱۸ فوت بر دقیقه (۵٫۱۷ متر بر ثانیه)
- زمان اوج‌گیری: :* ۵٬۰۰۰ فوت (۱٬۵۰۰ متر) در ۷ دقیقه

- ۱۰٬۰۰۰ فوت (۳٬۰۰۰ متر) در ۱۴ دقیقه
- ۱۵٬۰۰۰ فوت (۴٬۶۰۰ متر) در ۲۶ دقیقه

- بارگیری بال: ۲۷٫۴ پوند بر فوت مربع (۱۳۴ کیلوگرم بر متر مربع)
- توان به وزن|توان/جرم: ۰٫۰۷۱۹ horsepower per pound (۰٫۱۱۸۲ kilowatts per kilogram)

## همچنین ببینید
هواگردهای با عملکرد، پیکربندی و یا دوره زمانی مشابه
- Bloch MB.160
- بوئینگ ۳۰۷ استراتولاینر
- Fairey FC1
- Focke-Wulf Fw 200 Condor
- یونکرس ۹۰
- Potez 661 & 662

فهرست‌های مرتبط
- List of aircraft of World War II

### کتابشناسی - فهرست کتب
- Jackson, A. J. (1987). De Havilland aircraft since 1909. Naval Institute Press. ISBN 0870218964.
- Jackson, A. J. (1973). British Civil Aircraft since 1919, Volume 2 (2nd ed.). Putnam. ISBN 0370100107.
- Kopenhagen, Wolfgang, ed. (1987). Das große Flugzeug-Typenbuch. Transpress. ISBN 3344001620.
- Moss, Peter W. (September 1964). "The de Havilland D.H.91 Albatross". Air Pictorial. Vol. 26, no. 9. pp. 292–294.
- Wixey, Ken (Spring 1994). "Albatross–Long-legged Beauty". Air Enthusiast. No. 53. pp. 1–9. ISSN 0143-5450.